# Drosophila stenotrichala
Drosophila stenotrichala är en tvåvingeart som beskrevs av Lachaise och Chassagnard 2002. Drosophila stenotrichala ingår i släktet Drosophila och familjen daggflugor.
Artens utbredningsområde är Tanzania.